# Hokitika (fleuve)
Le fleuve Hokitika (anglais : Hokitika River) est un cours d'eau dans la région de la West Coast dans l’Ile du Sud en Nouvelle-Zélande et qui a son embouchure en Mer de Tasman. 

## Géographie
Elle mesure 64 km de long, prenant naissance dans les Alpes du Sud et émergeant d’une étroite gorge d’Hokitika après s’être mêlée avec la rivière Whitcombe, et finalement s’écoule dans la Mer de Tasman juste au sud de la ville de Hokitika.
La rivière Hokitika  et son affluent situé à l’est, la rivière Kokatahi, ont donné la plaine alluviale d’« Kowhitirangi » une zone fertile et productive utilisée de façon extensive pour l’élevage laitier.
L’embouchure de la rivière Hokitika fut autrefois utilisée comme port durant la ruée vers l’or de la West Coast, toutefois le banc de sable à l’entée de la rivière constitue un obstacle dangereux et souvent fatal, ayant entraîné de nombreux naufrages. Après la ruée vers l’or, il persista un certain temps, une certaine utilisation de la rivière comme mouillage mais maintenant elle n’est plus du tout utilisée pour cela.